# Clasificación de la Biblioteca del Congreso

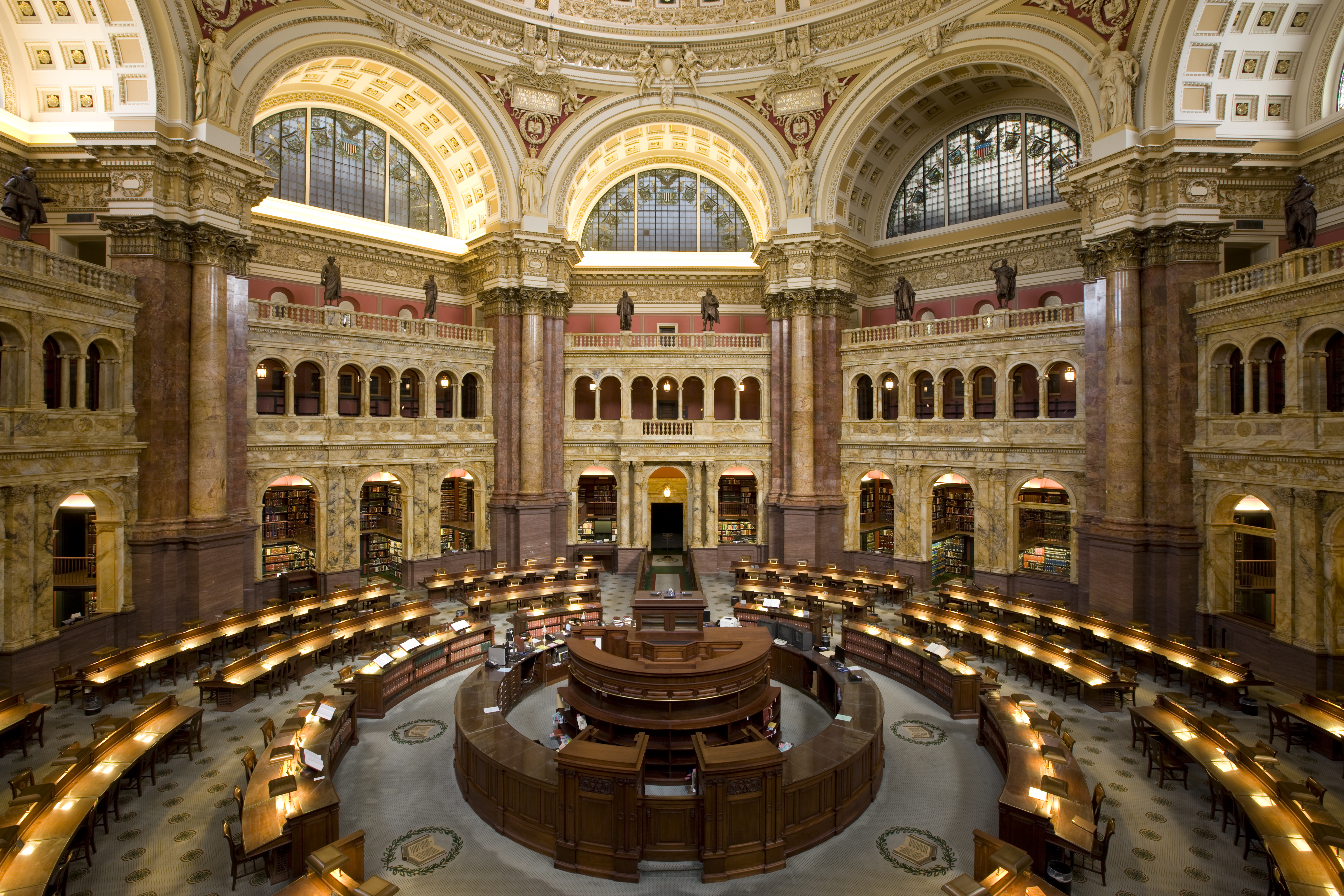
Sala de lectura de la Biblioteca del Congreso.

La clasificación de la Biblioteca del Congreso (LCC, Library of Congress Classification) es un sistema de clasificación desarrollado por la Biblioteca del Congreso de los Estados Unidos. Se usa en la mayoría de bibliotecas de investigación y académicas de los Estados Unidos y varios otros países (la mayoría de las bibliotecas públicas y bibliotecas académicas pequeñas siguen usando el sistema Dewey de clasificación). No debe ser confundida con el Library of Congress Subject Headings (LCSH).
La clasificación fue desarrollada originalmente por Herbert Putnam con la ayuda de Charles Ammi Cutter en 1897 antes de asumir el cargo de bibliotecario del Congreso. Estuvo influida por la clasificación de Cutter y el sistema Dewey de clasificación y fue diseñada para ser usada en la Biblioteca del Congreso. El nuevo sistema sustituyó a un sistema de localización fija desarrollado por Thomas Jefferson. En el momento de la marcha de Putnam de su cargo en 1939 todas las clases excepto la K (Derecho) y partes de la B (Filosofía y Religión) estaban bien desarrolladas. La clasificación ha recibido críticas por carecer de una base teórica sólida, ya que muchas de las decisiones tomadas en su desarrollo estuvieron motivadas por las necesidades prácticas específicas de esa biblioteca más que por consideraciones epistemológicas.
Aunque divide las materias en categorías amplias, la clasificación es esencialmente enumerativa en naturaleza. Proporciona una guía de los libros que están realmente en la biblioteca, no una clasificación universal.
El sistema de clasificación NLM (de la National Library of Medicine) emplea las letras no usadas W y QS-QZ. Algunas bibliotecas emplean el NLM junto con el LCC, obviando la R (Medicina) de este último.

## El sistema
| A | Obras generales                                                                         |
| B | Filosofía. Psicología. Religión                                                         |
| C | Ciencias Auxiliares de la Historia                                                      |
| D | Historia, General y Antigua                                                             |
| E | Historia: Estados Unidos                                                                |
| F | Historia Local de los Estados Unidos y de América Inglesa, Holandesa, Francesa y Latina |
| G | Geografía. Antropología. Recreo                                                         |
| H | Ciencias Sociales                                                                       |
| J | Ciencia Política                                                                        |
| K | Derecho                                                                                 |
| L | Educación                                                                               |
| M | Música y Libros sobre Música                                                            |
| N | Bellas Artes                                                                            |
| P | Lengua y Literatura                                                                     |
| Q | Ciencia                                                                                 |
| R | Medicina                                                                                |
| S | Agricultura                                                                             |
| T | Tecnología                                                                              |
| U | Ciencia Militar                                                                         |
| V | Ciencia Naval                                                                           |
| Z | Bibliografía. Biblioteconomía. Recursos Informativos (General)                          |

Las clases I, O, W, X e Y no son de uso estándar.